# Марксистский переулок
Маркси́стский переу́лок — улица в центре Москвы в Таганском районе между Таганской и Марксистской улицами.

## Происхождение названия

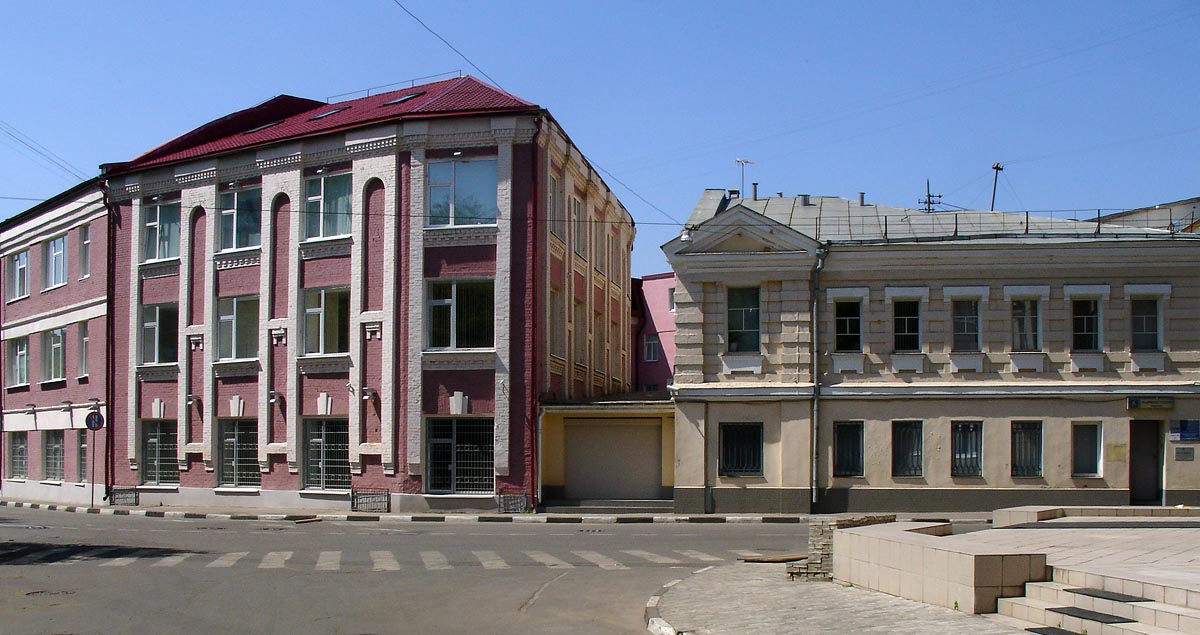
Марксистский переулок (№№ 4 и 6), вид от Тихого тупика.

Прежнее название Семёновский переулок дано по Семёновской улице (сейчас Таганская улица). В 1922—1925 годах был Белов переулок. В 1925 году назван по соседней Марксистской улице.

## Описание
Марксистский переулок проходит от Таганской улицы на юго-запад до Марксистской. Слева к ней примыкает Тихий тупик.

## Здания и сооружения
По нечётной стороне:
№ 1/32, стр. 1,7,8,9,17. Доходные дома Ю. С. Малюковой - Е. А. Астахова, 19в
По чётной стороне:
№ 2/30, Доходный дом наследников Шахровых, 1911.
№ 6, Доходные дома Шелапутиных, сер. 19 в.